# 文室波多麻呂
文室 波多麻呂（ふんや の はたまろ）は、奈良時代から平安時代初期にかけての貴族。名は八多麻呂、八太麻呂とも記される。大納言・文室大市（大市王）の子。官位は従四位下・雅楽頭。

## 経歴
天平勝宝4年（752年）父・大市王ら一族と共に文室真人姓を与えられて臣籍降下する。天平勝宝9歳（757年）三世王の蔭位により無位から従五位下に直叙され、天平宝字3年（759年）右大舎人助に任ぜられる。
称徳朝から光仁朝にかけて20年以上に亘って叙位任官の記録がないことから、天平宝字8年（764年）に発生した藤原仲麻呂の乱といった政変に巻き込まれて失脚したか。
従五位上に昇叙された後、延暦2年（783年）雅楽頭に任ぜられて再び『六国史』上に名前が現れる。その後、延暦10年（791年）弾正弼、延暦18年（799年）雅楽頭に任ぜられるなど、桓武朝では主に京官を歴任する。弾正弼在職時の延暦14年（795年）に旧都の長岡宮の守衛を命ぜられ、延暦16年（797年）には宇治橋の造営を行っている。また、延暦6年（787年）正五位下に昇叙され、桓武朝末までに従四位下に至る。
長命を保ち、嵯峨朝初頭の大同5年（810年）2月14日卒去。最終官位は散位従四位下。

## 官歴
『六国史』による。
- 天平勝宝4年（752年） 9月22日：臣籍降下（文室真人）
- 天平勝宝9歳（757年） 5月20日：従五位下（直叙）
- 天平宝字3年（759年） 11月5日：右大舎人助
- 時期不詳：従五位上
- 延暦2年（783年） 6月21日：雅楽頭
- 延暦6年（787年） 正月7日：正五位下
- 延暦9年（790年） 3月10日：兼三河介。閏3月11日：山作司（藤原乙牟漏崩御）
- 延暦10年（791年） 正月28日：弾正弼
- 延暦18年（799年） 2月20日：雅楽頭
- 時期不詳：従四位下
- 延暦25年（806年） 3月18日：山作司（桓武天皇崩御）
- 大同5年（810年） 2月14日：卒去（散位従四位下）

## 系譜
- 父：文室大市[3]
- 母：不詳
- 生母不明の子女
  - 男子：文室沢雄[3]
  - 男子：文室真文[3]